# Rovérsio
Rovérsio Rodrigues de Barros, mais conhecido como Rovérsio (Igarassu, 17 de janeiro de 1984), é um ex-futebolista brasileiro que atuou como zagueiro.

## Carreira
Rovérsio iniciou sua carreira no Santa Cruz, e se transferiu para o Gil Vicente FC para atuar em Portugal na temporada 2004–05, fazendo sua estreia no campeonato em 28 de agosto de 2004, na derrota por 3–2 fora de casa contra o Sporting. Durante três temporadas (a última passou na segunda divisão), ele era o zagueiro importante do time.
Em 2007, Rovérsio assinou um contrato de um ano com o Paços de Ferreira, movendo-se na temporada seguinte para o Campeonato Espanhol de Futebol para representar o Osasuna.. Em 13 de novembro de 2008, ele sofreu uma grave lesão no joelho em um jogo da Copa del Rey contra o Getafe, o que o tornou indisponível para o restante da temporada.
Depois de se recuperar, Rovérsio era apenas a quarta escolha para a zaga da equipe, e disputou apenas três jogos na campanha do time no campeonato. Um desses jogos foi em 2 de maio de 2010, quando o Osasuna saiu derrotado por 3–2 para o Real Madrid. No final de agosto, ele foi emprestado para o Betis da segunda divisão, com a preferência de compra no encerramento da temporada por cerca de € 1,6 milhões.
Rovérsio retornou ao Osasuna para a temporada 2011-12, inicialmente sendo a primeira escolha do treinador José Luis Mendilibar. Em 17 de setembro de 2011, ele marcou um gol contra na derrota de 8–0 fora de casa contra o Barcelona. Na temporada 2012–13, disputou 11 jogos com a camisa do Orduspor (Turquia).
No dia 19 de julho de 2013, o New York Cosmos anunciou a contratação de Rovérsio, sendo inclusive titular na decisão da North American Soccer League sobre o Atlanta Silverbacks, vencida por 1–0 (gol do hispano-brasileiro Marcos Senna). Em 4 temporadas, o zagueiro disputou 52 partidas e fez um gol.
Após conquistar o título da North American Soccer League em 2016 (também venceu a competição em 2015, novamente como titular), derrotando o Indy Eleven nos pênaltis, Rovérsio deixou o Cosmos no mesmo ano e, sem conseguir um novo clube, encerrou a carreira.

## Títulos
Real Betis
- Segunda Divisão Espanhola: 2011–12

New York Cosmos
- North American Soccer League: 2013[10], 2015 e 2016